# ギャレー

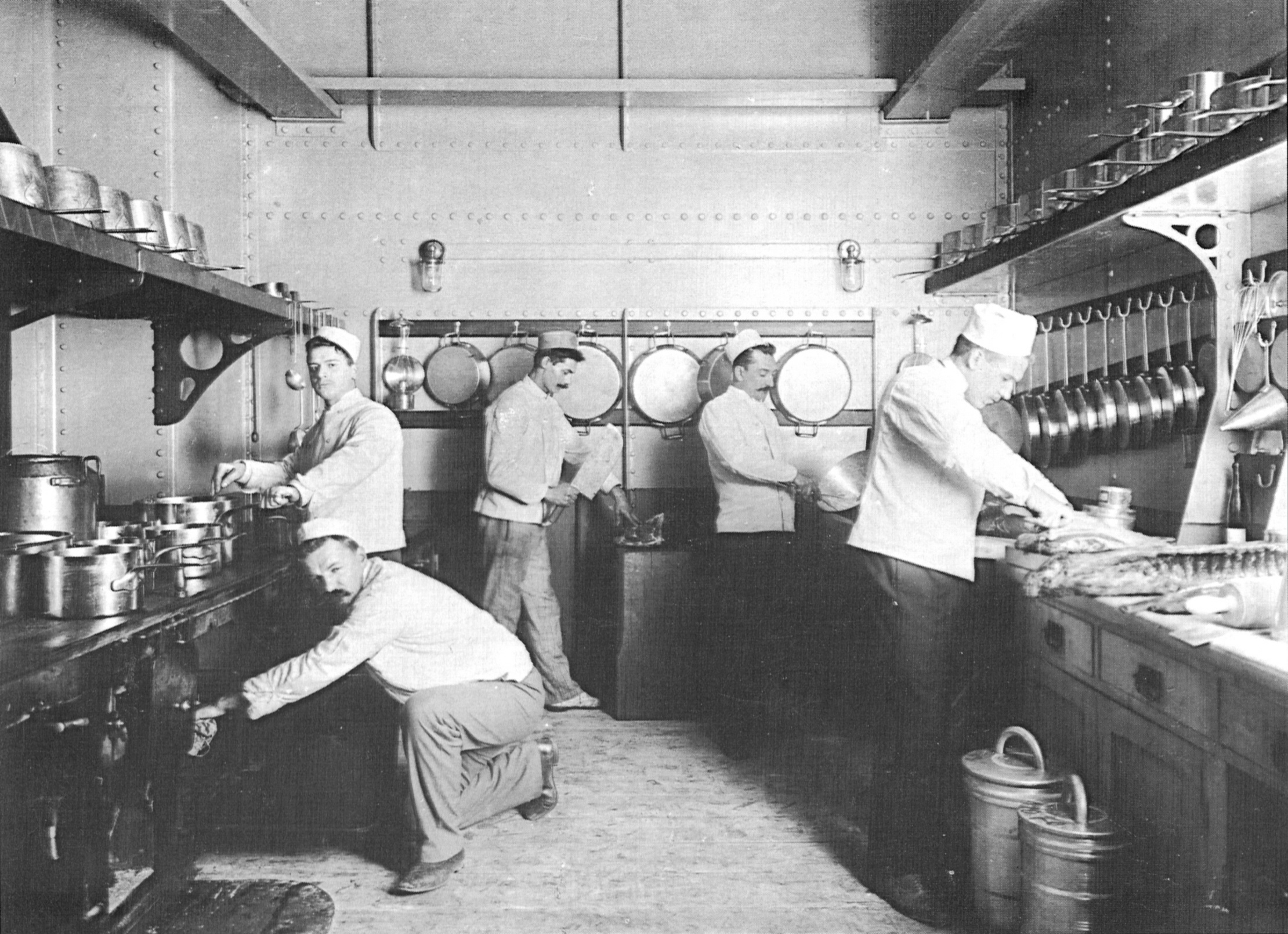
1905年ごろ、地中海を航海中のオーストリア客船、蒸気船アフリカ号のギャレー

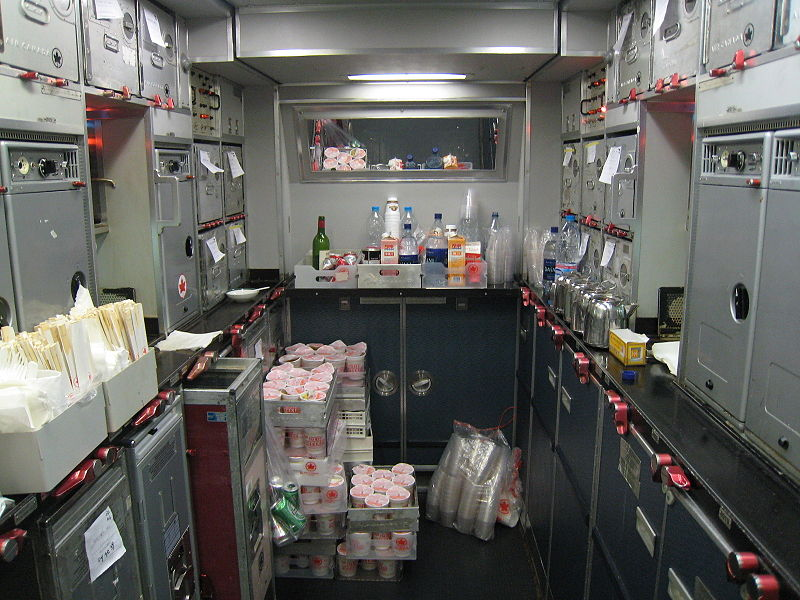
エアカナダのエアバスA340-300型のギャレー

ギャレー（英語: galley）は、船・列車・飛行機などの乗客に提供される食事を調理するため、それらの乗り物の内部に設置された設備である。地上にある海軍基地のキッチンもギャレーと呼ばれる。
日本でいうギャレーは旅客機内のキッチンを指すことが最も一般的だが、キャンピングカー、プレジャーボート、ヨットの用語としても使われており、鉄道車両の厨房を意味することもある。
機内での飲食のためにギャレーが設計された最初の飛行機はダグラス・エアクラフトのDC-3である。

## ギャレー・キッチン
ギャレー・キッチンは、家庭の台所のデザインの一種で、限られたスペースを最大限に使えるよう、またユニットの間の動きを極力少なくするよう、テーブルを置かず、キッチンユニットが繋がった配列に組み込まれたタイプを指す。ギャレー・キッチンは高さ方向に作業することで収納スペースを増やすため、ぶらさがった鍋や皿のラック、天井から釣られた食器棚などがよく見られる。厳密にはキッチンユニットが対面二列に設置されたものをギャレー・キッチンと呼ぶが、U字型キッチンも含むことが多い。
初めて大量生産されたギャレー・キッチンのデザインはフランクフルト・キッチンと呼ばれている。これはドイツのフランクフルト・アム・マインの住宅向けに1926年に建築家エルンスト・マイの指示によってマルガレーテ・シュッテ・リホツキーが設計した。同市内で1万ユニットが導入され、当時最も成功し、社会的影響力も持ったキッチン・デザインであった。